# Roswitha Steiner
Roswitha Steiner-Stadlober, avstrijska alpska smučarka, * 19. junij 1963, Radstadt.
Nastopila je na olimpijskih igrah 1984 in 1988, kjer je bila obakrat četrta v slalomu. Na svetovnih prvenstvih je osvojila srebrno medaljo v slalomu leta 1987. V svetovnem pokalu je tekmovala devet sezon med letoma 1980 in 1988 ter dosegla osem zmag in še šest uvrstitev na stopničke, vse v slalomu. V skupnem seštevku svetovnega pokala se je najvišje uvrstila na trinajsto mesto leta 1988. V letih 1986 in 1988 je osvojila slalomski mali kristalni globus. Leta 1986 je bila izbrana za avstrijsko športnico leta.
Njen mož Alois Stadlober je nekdanji smučarski tekač, kot tudi hči Teresa Stadlober. 